# Panax zingiberensis
Panax zingiberensis är en araliaväxtart som beskrevs av Wu Zheng-yi och Feng. Panax zingiberensis ingår i släktet Panax och familjen Araliaceae. Inga underarter finns listade.